# Bartłomiej Zdziechowski
Bartłomiej Zdziechowski herbu Łodzia (zm. przed 8 czerwca 1790 roku) – miecznik radomski w 1789 roku, wojski mniejszy radomski w latach 1783–1789, komisarz graniczny radomski.
Był komisarzem Sejmu Czteroletniego z powiatu radomskiego województwa sandomierskiego do szacowania intrat dóbr ziemskich w 1789 roku.